# 절운

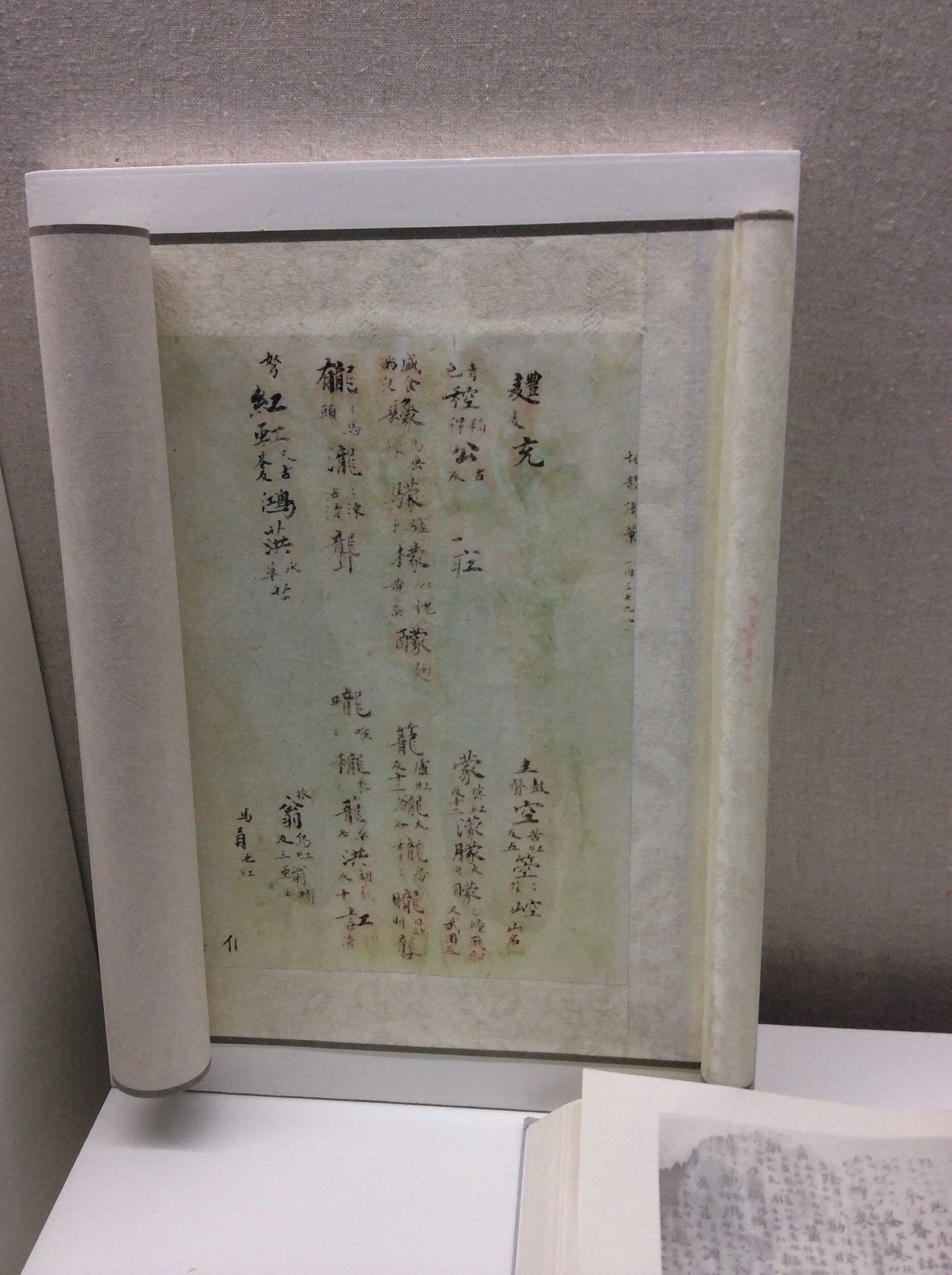

절운(切韻)은 수나라 시기 601년에 출간된 중국어 운서이다. 이 책은 반절 방식을 사용하여 한자의 발음을 표기함으로써 고전서를 올바르게 읽는 법을 안내한다. 절운과 이후 개정판들, 특히 광운은 중국어 음운론의 복원에 사용되는 중요한 기록문헌이다.

## 구조
절운은 12,158자 항목이 포함되어 있다. 5권으로 나뉜다.

## 참고서적
- Pulleyblank, Edwin G. (1984), 《Middle Chinese: a study in historical phonology》, Vancouver: University of British Columbia Press, ISBN 978-0-7748-0192-8.